# Municipio de Coitsville
El municipio de Coitsville (en inglés, Coitsville Township) es un municipio del condado de Mahoning, Ohio, Estados Unidos. Tiene una población estimada, a mediados de 2023, de 1246 habitantes.

## Geografía
Está ubicado en las coordenadas 41°5′39″N 80°33′22″O / 41.09417, -80.55611. Según la Oficina del Censo, tiene una superficie total de 33.4 km², de los cuales 33.2 km² corresponden a tierra firme y 0.2 km² están cubiertos de agua.

## Demografía
Según el censo de 2020, en ese momento había 1264 personas residiendo en la zona. La densidad de población era de 38 hab./km². El 88.1% de los habitantes eran blancos, el 4.1% eran afroamericanos, el 0.6% eran amerindios, el 1.8% eran de otras razas y el 5.4% son de una mezcla de razas. Del total de la población, el 6.4% eran hispanos o latinos de cualquier raza.